# Малініно (Балахнинський район)
Малініно (рос. Малинино) — присілок в Балахнинському районі Нижньогородської області Російської Федерації.
Населення становить 9 осіб. Входить до складу муніципального утворення Коневська сільрада.

## Історія
Від 2009 року входить до складу муніципального утворення Коневська сільрада.

## Населення
| 2002 | 2010 |
| ---- | ---- |
| 19   | ↘9   |